# Daltonia bilimbata
Daltonia bilimbata är en bladmossart som beskrevs av Georg Ernst Ludwig Hampe 1863. Daltonia bilimbata ingår i släktet Daltonia och familjen Daltoniaceae. Inga underarter finns listade i Catalogue of Life.